# Zaton Doli
Zaton Doli je naselje u Dubrovačko-neretvanskoj županiji u općini Ston. 

## Zemljopisni položaj
Mjesto se nalazi u prelijepoj uvalici ispod Jadranske turističke ceste u neposrednoj blizini glavnog raskrižja za poluotok Pelješac.

## Gospodarstvo
Stanovnici Zaton Dola se bave uzgojem školjki kamenica i dagnji te ribolovom i poljodjelstvom.

## Stanovništvo
Zaton Doli u velikoj većini nastanjuju Hrvati katoličke vjeroispovjesti, a prema popisu stanovništva iz 2001. godine u mjestu živi 158 stanovnika.
| broj stanovnika | 179   | 199   | 218   | 241   | 305   | 301   | 273   | 283   | 298   | 295   | 283   | 395   | 199   | 172   | 158   | 61    | 56    |
|                 | 1857. | 1869. | 1880. | 1890. | 1900. | 1910. | 1921. | 1931. | 1948. | 1953. | 1961. | 1971. | 1981. | 1991. | 2001. | 2011. | 2021. |